# Albania en el Festival de la Canción de Eurovisión 2023
Albania participó en el LXVII Festival de la Canción de Eurovisión, que se celebró en Liverpool, Reino Unido del 9 al 13 de mayo de 2023, tras la imposibilidad de Ucrania de acoger el concurso por la victoria de Kalush Orchestra con la canción «Stefania». La Radio Televizioni Shqiptar (RTSH) (Radiotelevisión albanesa en español), radiodifusora encargada de la participación albanesa en el festival, decidió mantener el sistema de elección tradicional, con el cual la RTSH decide al participante albanés por medio del prestigioso Festivali i Këngës.
En la final del día 22 de diciembre, el grupo Albina dhe Familja Kelmendi fueron declarados representantes albaneses a través de una votación 100% del público, con el tema étnico «Duje», compuesto por Enis Mullaj y Eriona Rushiti.

## Historia de Albania en el Festival
Albania es uno de los últimos países de Europa del Este que recientemente se han unido al festival, debutando en 2004. Desde entonces el país ha concursado en 18 ocasiones, siendo su mejor resultado la 5.ª posición obtenida por la albano-kosovar Rona Nishliu en 2012 con el tema «Suus». Previamente el mejor resultado albanés fue en el año de su debut con Anjeza Shahini y el tema «The Image of You» que se colocó en 7° lugar. Albania se ha clasificado en 10 ocasiones de 18 a la gran final.
En 2022, la ganadora del tradicional Festivali i Këngës Ronela Hajati, no clasificó a la final terminando en 12.ª posición con 58 puntos en la primera semifinal con el tema «Sekret».

## Representante para Eurovisión

### Festivali i Këngës 61
El Festivali i Kënges 2022 fue la 61.ª edición del prestigioso festival albanés. Albania decidió hacer un cambio para la selección de su representante eurovisivo: a diferencia de otros años donde el ganador era seleccionado directamente como el representante albanés, en esta edición se implementó una votación separada por 100% del público, donde el más votado sería el seleccionado para participar en el Festival de Eurovisión, sin necesidad de haber ganado el FiK. La competencia tuvo lugar del 19 al 22 de diciembre de 2022, con la participación de 26 intérpretes: 16 artistas consagrados que se clasificaron directamente a la final y 10 nuevos talentos de los cuales 5 fueron eliminados en la semifinal.
La final del festival se celebró el 22 de diciembre, con la realización de dos votaciones independientes entre sí: después de la presentación de los 21 finalistas, la primera por un panel de jueces compuesto por 5 integrantes: Alma Bektashi, Zhani Ciko, Elton Deda, Rita Petro, Genc Salihu quienes seleccionaron al Top 3 de la competencia, sin hacerse pública el resto de la votación. Además, se abrió un periodo de votación del público durante toda la gala, con la cual el más votado sería seleccionado para ser el representante albanés en el Festival de Eurovisión. Después de este anuncio, el grupo originario de Kosovo de Albina & Familja Kelmendi se convirtió en el 19.º acto albanés en el festival eurovisivo con el tema épico folk «Duje», compuesto por Enis Mullaj y Eriona Rushiti.
| N.º | Artista                     | Canción                | Jurado | Televoto      |
| --- | --------------------------- | ---------------------- | ------ | ------------- |
| 1   | 2 Farm                      | «Atomike»              | 3      |               |
| 2   | Sergio Hajdini              | «Vështirë»             |        |               |
| 3   | Gjergj Kaçinari             | «Dje»                  |        |               |
| 4   | Alban Kondi and Lore        | «Melodi»               |        |               |
| 5   | Vanesa Sono                 | «Aroma jonë»           |        |               |
| 6   | Elsa Lila                   | «Evita»                | 1      |               |
| 7   | Erma Mici                   | «Kozmosi i dashurisë»  |        |               |
| 8   | Franc Koruni                | «Në pritje»            |        |               |
| 9   | Gent Hoxha                  | «Ajër»                 |        |               |
| 10  | Petrit Çarkaxhiu            | «Emri yt mirësi»       |        |               |
| 11  | Melodajn Mancaku            | «Gjysma e zemrës sime» |        |               |
| 12  | Manjola Nallbani            | «Duaj»                 |        |               |
| 13  | Urban Band                  | «Në çdo hap»           |        |               |
| 14  | Enxhi Nasufi                | «Burrë»                |        |               |
| 15  | Rovena Dilo                 | «Motit»                |        |               |
| 16  | Fifi                        | «Stop»                 |        |               |
| 17  | Rezarta Smaja               | «N'Eden»               |        |               |
| 18  | Evi Reçi                    | «Ma kthe»              |        |               |
| 19  | Fabian Basha                | «Një gotë»             |        |               |
| 20  | Albina and Familja Kelmendi | «Duje»                 | 2      | Seleccionados |
| 21  | Lynx                        | «Nëse ke besim»        |        |               |

## En Eurovisión
De acuerdo a las reglas del festival, todos los concursantes deben iniciar desde las semifinales, a excepción del anfitrión (en este caso, Reino Unido), el ganador del año anterior, Ucrania y el Big Five compuesto por Alemania, España, Francia, Italia y el propio Reino Unido. En el sorteo realizado el 31 de enero de 2023, Albania fue sorteada en la segunda semifinal del festival. En este mismo sorteo, se determinó que participaría en la segunda mitad de la semifinal (posiciones 9-16). Semanas después, ya conocidos los artistas y sus respectivas canciones participantes, la producción del programa dio a conocer el orden de actuación, determinando que el país participaría en la decimocuarta posición, después de Austria y precediendo a Lituania.

### Semifinal 2
Albina & Familja Kelmendi tomaron parte de los ensayos los días 2 y 5 de mayo así como de los ensayos generales con vestuario de la segunda semifinal los días 10 y 11 de mayo. Albania se presentó en la posición 14, después de Austria y antes de Lituania.
Al final del show, Albania fue anunciada como uno de los 10 países finalistas.

### Final
Durante un sorteo previo a la rueda de prensa de los ganadores de la segunda semifinal, se decidió en que mitad participaría cada finalista. Albania fue sorteada para participar en la primera mitad de la final (posiciones 1-13). El orden de actuación revelado durante la madrugada del viernes 12 de mayo, decidió que Albania debía actuar en la posición 10 después de Suecia y detrás de Italia. Albina & la Familia Kemendi tomará parte de los ensayos generales con vestuario de la final los días 12 y 13 de mayo. El ensayo general de la tarde del 12 será tomado en cuenta por los jurados profesionales para emitir sus votos, que representarán el 50% de los puntos.